# توئراسپپیتز
توئراسپپیتز (به لاتین: Tweralpspitz) یک کوه در سوئیس است که در کانتون سنت گالن واقع شده‌است. توئراسپپیتز ۱٬۳۳۲ متر بالاتر از سطح دریا واقع شده‌است.